# Кинич-Йональ-Ак II
Кинич-Йональ-Ак II (майя: KO:J-ji K’INICH-yo-o{AHK}-NAL «Пума сияющий ? Черепаха»; 29 декабря 669 — 729) — правитель майяского царства Йокиб со столицей в Пьедрас-Неграс.

## Имя

Именной иероглиф Кинич-Йональ-Ака II

Первым именем правителя было «Коох», означающее «пума». После воцарения он взял имя своего деда Кинич-Йональ-Ака I в качестве тронного имени.

## Биография
Кинич-Йональ-Ак II родился 29 декабря 669 года (длинный счёт: 9.11.12.7.2 2 Ik’ 10 Pax) в семье Ицам-Кан-Ака I и «Леди Белая птица». В ноябре 686 года его отец руководил предсвадебной церемонией между ним и 12-летней царевной из государства Намаан (современная Ла-Флорида) по имени Леди Катун-Ахав.
Кинич-Йональ-Ак II воцарился 2 января 687 года (9.12.14.13.1 7 Imix 19 Pax). За время своего правления он воздвиг стелы 1, 2, 3, 4, 5, 6, 7 и 8, а также Алтарь 1. На Стеле 3, датированной 708 годом, изображена дочь Кинич-Йональ-Ака II «Леди Хунтан-Ак» в виде миниатюрной трёхлетней девочки, опирающейся на колено матери Леди Катун-Ахав.
Йахавк’ак' Баакульского царства Чак-Суц командовал армией, которая в 725 году разграбила город Йокиба Киниль. В 726 году царь Пачанского царства Ицамнах-Балам III потерпел поражение от Кинич-Йональ-Ака II, в результате чего был взят в плен сахаль (наместник) Ицамнах-Балама III.
Последняя дата с упоминанием Кинич-Йональ-Ака II датируется июнем 729 года и, вероятно, он умер вскоре после неё, так как его преемник Ицам-Кан-Ак II воцарился в ноябре того же года. Кинич-Йональ-Ак II был похоронен в Захоронении 5 в Пирамиде J-5.

## Галерея

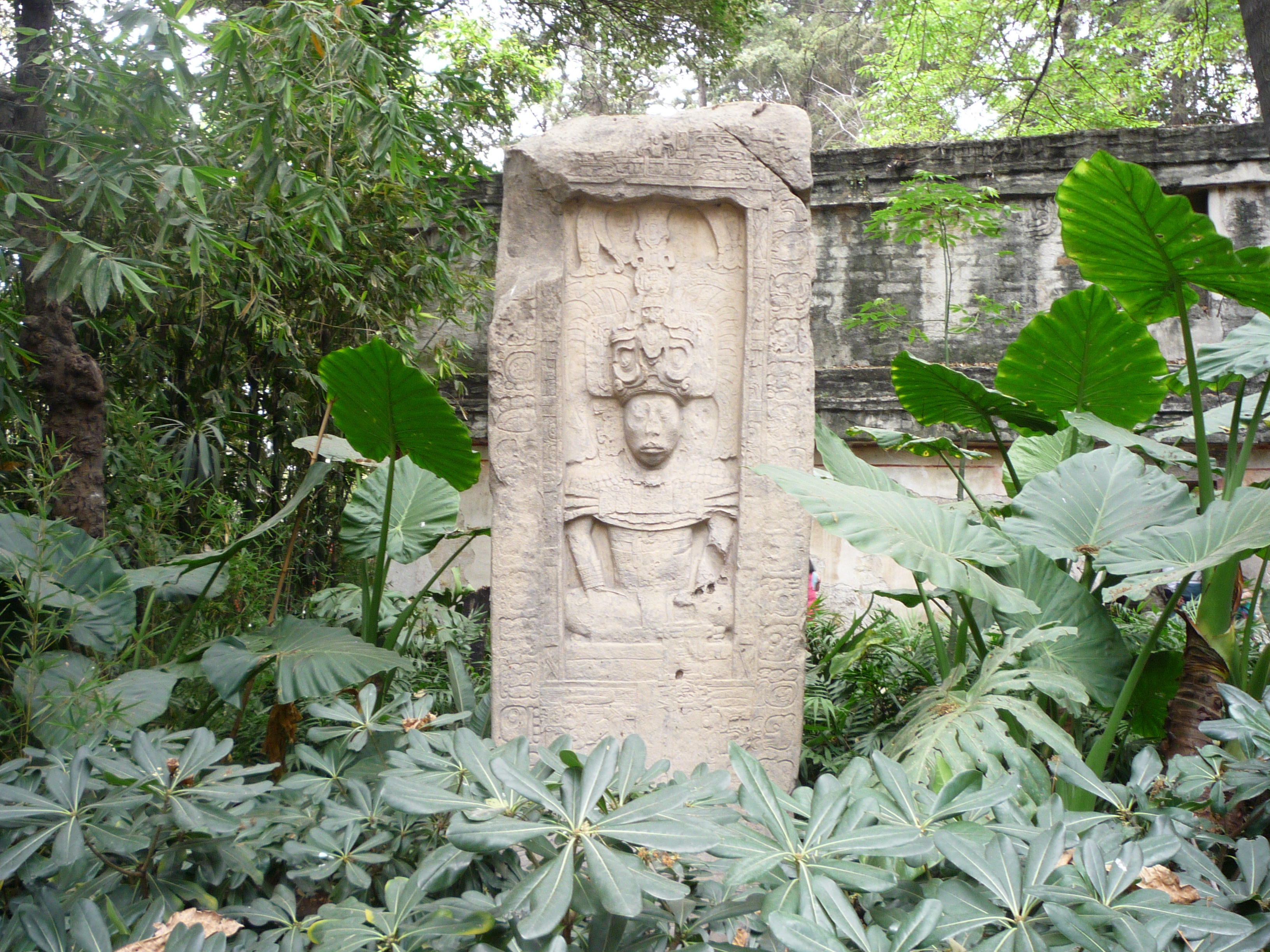
Стела 6
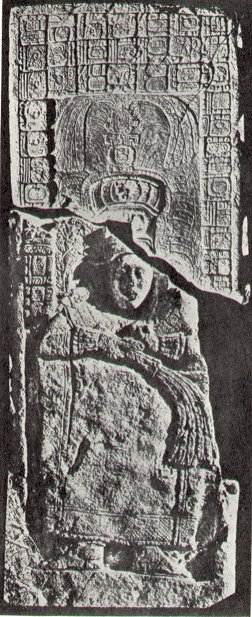
Портрет Леди Катун-Ахав[англ.] на Стеле 1